# Lijst van gletsjers in Oostenrijk

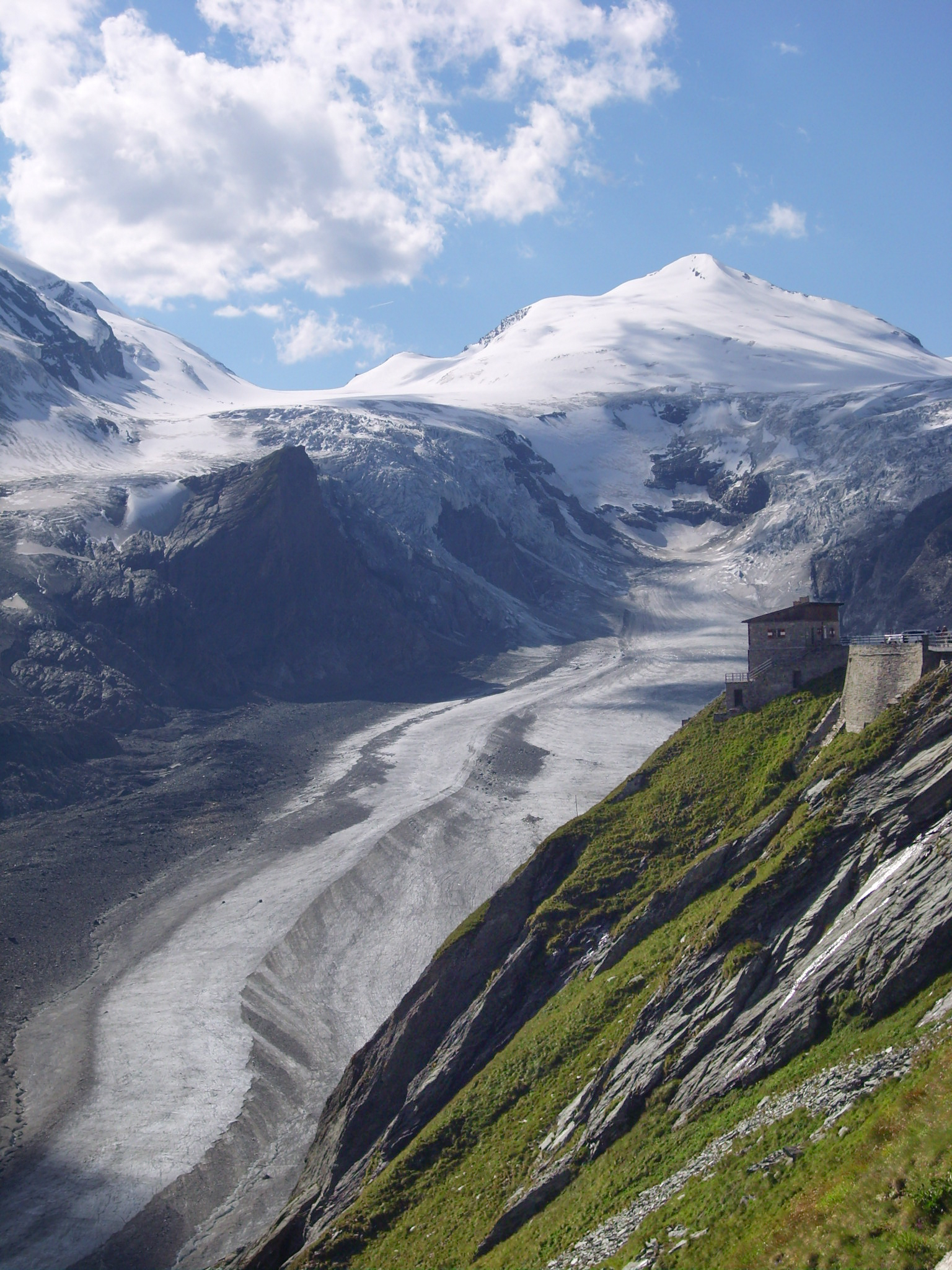
De Pasterze-gletsjer in 2007.

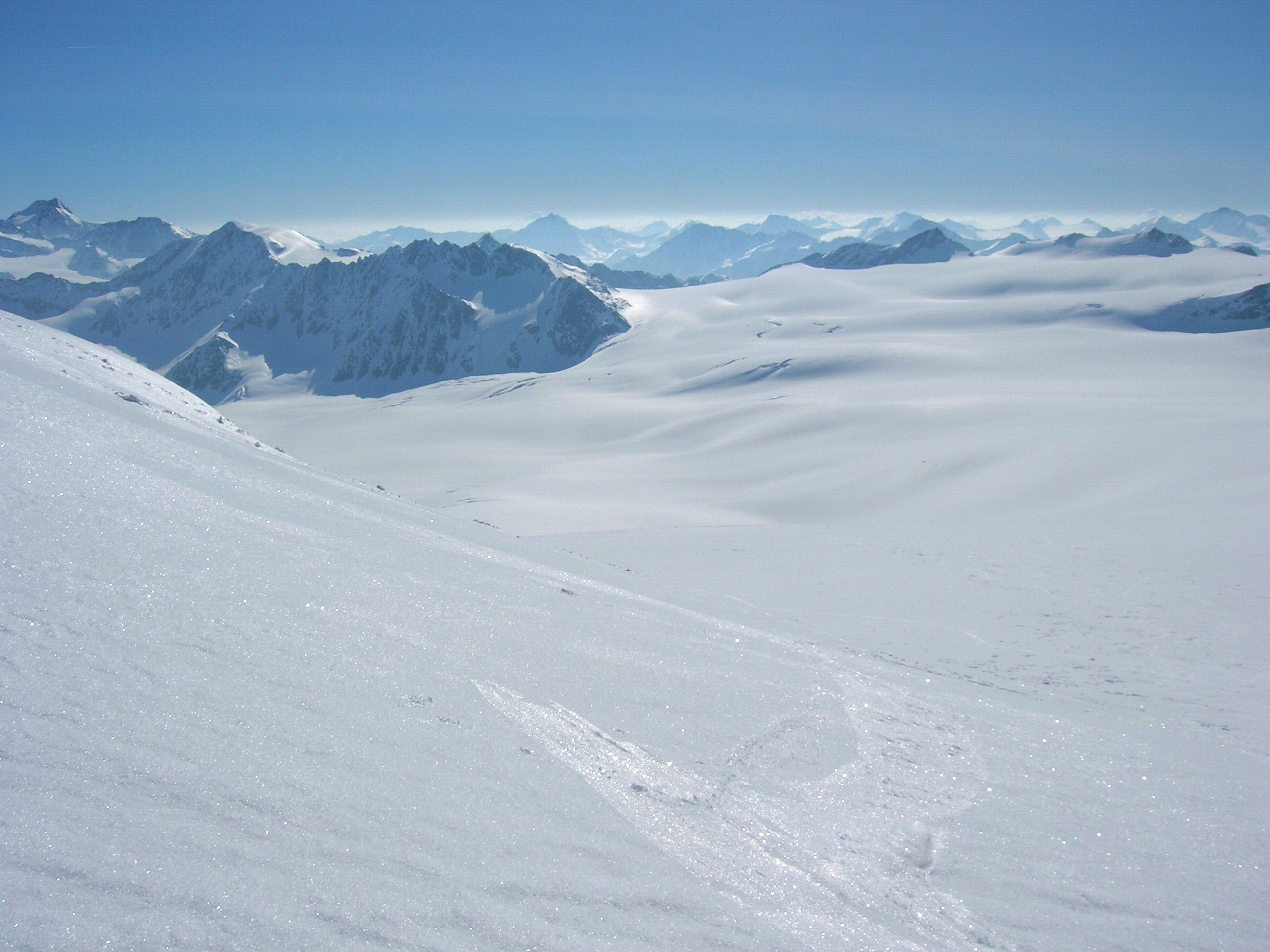
De Gepatschferner in 2008.

Hieronder volgt een lijst van gletsjers in Oostenrijk. De Pasterze is de grootste gletsjer, gevolgd door de Gepatschferner.
| Naam                  | Lengte (km) | Oppervlak (km²) | Deelstaat |
| --------------------- | ----------- | --------------- | --------- |
| Gepatschferner        | 7,2         | 17,15           | Tirol     |
| Grinner Ferner        |             |                 | Tirol     |
| Gurgler Ferner        | 8           | 9,58            | Tirol     |
| Guslarferner          | 2,1         | 1,4             | Tirol     |
| Hintereisferner       | 7           | 8,55            | Tirol     |
| Hintertuxer Gletscher | 4           |                 | Tirol     |
| Hochjochferner        | 3,5         | 6,83            | Tirol     |
| Kesselwandferner      | 4,1         | 3,9             | Tirol     |
| Mittelbergferner      | 6           | 9,9             | Tirol     |
| Niederjochferner      | 2,3         | 1,87            | Tirol     |
| Pasterze              | 8,4         | 17,3            | Karinthië |
| Rettenbachferner      | 1           | 0,75            | Tirol     |
| Stubaier Gletscher    |             |                 | Tirol     |
| Taschachferner        | 5           | 5,71            | Tirol     |
| Vernagtferner         | 2,6         | 7,31            | Tirol     |

Deze lijst is mogelijk inaccuraat en verouderd door het terugtrekken van gletsjers door klimaatverandering.